# Holly Madison
Holly Madison Cullen (* 23. prosince 1979, Astoria, Oregon, Spojené státy) je americká modelka a herečka, která se však nejvíce proslavila jako přítelkyně Hugha Hefnera.

## Životopis
Narodila se v Astorii, ve státě Oregon, ale dětství prožila na Aljašce. Její rodina se později přestěhovala zpět do Oregonu. V roce 1999 odešla do Los Angeles, kde pracovala v řetězci rychlého občerstvení Hooters. V tomto zaměstnání si ji všimli agenti Playboy Mansion, pro něž začala pracovat jako modelka a v roce 2001 se stala jednou ze sedmi přítelkyň Hugha Hefnera. V letech 2008 až 2009 chodila s Christopherem Sarantakosem.

## Filmografie

### Film
| Film | Film                     | Film                  | Film     |
| Rok  | Film                     | Role                  | Poznámky |
| ---- | ------------------------ | --------------------- | -------- |
| 1998 | The Last Broadcast       | Miss Lady Bright Eyes | [ 1 ]    |
| 2006 | Scary Movie 4            | Blonde # 1            |          |
| 2008 | The House Bunny          | sama sebe             |          |
| 2009 | The Telling              | Stephanie             |          |
| 2015 | Sharknado 3: Oh Hell No! | Lieutenant Harrison   |          |

### Televize
| Televize  | Televize                               | Televize         | Televize                                                  |
| Rok       | Název                                  | Role             | Poznámky                                                  |
| --------- | -------------------------------------- | ---------------- | --------------------------------------------------------- |
| 2002      | MTV Cribs                              | sama sebe        | 1 epizoda                                                 |
| 2003      | The Surreal Life                       | sama sebe        | epizoda „The Wedding and Goodbye“                         |
| 2003      | Doggy Fizzle Televizzle                | sama sebe        | epizoda 4                                                 |
| 2004      | The Sharon Osbourne Show               | sama sebe        | 1 epizoda                                                 |
| 2004      | The Bernie Mac Show                    | Bunny            | epizoda „The Talk“                                        |
| 2004      | Viva la Bam                            | sama sebe        | epizoda „Drive-Way Skate Park“                            |
| 2005      | Curb Your Enthusiasm                   | sama sebe        | 5. série, epizoda 6 – „The Smoking Jacket“                |
| 2005      | The Big Idea with Donny Deutsch        | sama sebe        | 1 epizoda                                                 |
| 2005      | Entourage                              | sama sebe        | epizoda „Aquamansion“                                     |
| 2005–2006 | The Tyra Banks Show                    | sama sebe        | 2 epizody                                                 |
| 2005–2009 | The Girls Next Door                    | sama sebe        | (série 1–5. 80 epizod)                                    |
| 2006      | E! True Hollywood Story                | sama sebe        | epizoda „Hugh Hefner: Girlfriends, Wives and Centerfolds“ |
| 2006      | Amazon Fishbowl                        | sama sebe        | 1 epizoda                                                 |
| 2006      | The Late Late Show with Craig Ferguson | sama sebe        | neuvedena v titulkách, 2 epizody                          |
| 2006      | Robot Chicken                          | sama sebe (hlas) | epizoda „Drippy Pony“                                     |
| 2006      | The Ellen DeGeneres Show               | sama sebe        | 1 epizoda                                                 |
| 2007      | Držte krok s Kardashians               | sama sebe        | epizoda „Birthday Suit“                                   |
| 2007      | Phenomenon                             | sama sebe        | epizoda „Three“                                           |
| 2007      | Last Call with Carson Daly             | sama sebe        | 1 epizoda                                                 |
| 2008      | Today                                  | sama sebe        | 1 epizoda                                                 |
| 2008      | Celebrity Family Feud                  | sama sebe        | epizoda „Vincent Pastore vs. The Girls Next Door“         |
| 2008      | Living Lohan                           | sama sebe        | epizoda „The Billionaire Babysitters“                     |
| 2008      | Chelsea Lately                         | sama sebe        | 1 epizoda                                                 |
| 2009      | Dancing with the Stars                 | soutěžící        | 8. série, vyřazena ve třetím kole                         |
| 2009–2010 | Kendra                                 | sama sebe        | 2 epizody                                                 |
| 2009–2011 | Holly's World                          | sama sebe        | 1–2. série, 19 epizod                                     |
| 2010      | Kriminálka Las Vegas                   | blondýna         | epizoda „Pool Shark“                                      |
| 2010      | When I Was 17                          | sama sebe        | 1 epizoda                                                 |
| 2013      | "Holly Has a Baby"!                    | sama sebe        | E! Special                                                |
| 2015      | Redwood Kings                          | sama sebe        | 1 epizoda                                                 |